# Stengölen (Karlslunda socken, Småland)
Stengölen är en sjö i Kalmar kommun i Småland och ingår i Hagbyån-Bruatorpsåns kustområde.